# Зенсвайлер
Зенсвайлер (нем. Sensweiler) — община в Германии, в земле Рейнланд-Пфальц. 
Входит в состав района Биркенфельд. Подчиняется управлению Херрштайн.  Население составляет 467 человек (на 31 декабря 2010 года). Занимает площадь 8,43 км².